# Jean Jules Jusserand
Jean Jules Jusserand (ur. 18 lutego 1855 w Lyonie, zm. 18 lipca 1932 w Paryżu) – francuski uczony i dyplomata. W latach 1902–25 pełnił funkcję ambasadora Francji w Stanach Zjednoczonych. Odegrał ważną rolę w zapewnieniu udziału USA w I wojnie światowej. W 1920 członek Misji Międzysojuszniczej do Polski. 
Jako filolog zajmował się średniowieczną literaturą angielską. Wydał między innymi Histoire littéraire du peuple anglais (tom. 1, 1894, tom. 2, 1904). Jego książka En Amérique jadis et maintenant (1916), wydana w wersji angielskiej jako With Americans of Past and Present Days w 1917, została wyróżniona Nagrodą Pulitzera w dziedzinie historii w tym samym roku. 
W 1937 został uczczony tomem okolicznościowym, wydanym w Nowym Jorku staraniem Jusserand Memorial Committee.